# Iglesia de los Agustinos (Viena)
La iglesia de los Agustinos (Augustinerkirche en alemán) es una iglesia parroquial ubicada en Josefsplatz, cerca del palacio de Hofburg, el palacio de invierno de los Habsburgo en Viena (Austria). Construida originalmente en el siglo XIV como parroquia de la corte imperial de los Habsburgo, se añadió el armonioso interior gótico en el siglo XVIII. El nombre oficial de la iglesia y parroquia es «San Agustín», pero es conocida popularmente como la Augustinerkirche.

## Historia
En 1327, el duque Federico el Hermoso (Friedrich der Schöne) funda esta iglesia con monasterio y claustro para los frailes agustinos.
En 1634, la iglesia se convirtió en parroquia de la familia imperial e iglesia de corte y por ello ha sido escenario de muchas bodas reales, entre ellas la de la archiduquesa (y futura emperatriz) María Teresa de Austria con el duque Francisco de Lorena en 1736, la de la archiduquesa María Luisa con el emperador Napoleón Bonaparte en 1810, y la del emperador Francisco José I de Austria con Isabel de Baviera en 1854.
En el monasterio, aún en funcionamiento, quedan varios monjes agustinos que se ocupan de la parroquia.

## Exterior
La iglesia gótica mide 85 m de largo y 20 m de ancho. La nave tiene una anchura de 11 m.

## Interior
La nave se construyó bajo dirección del arquitecto Dietrich Landtner entre 1330 y 1339, pero no se consagró hasta el 1 de noviembre de 1349. Al expandirse el cercano palacio de Hofburg, fue rodeando paulatinamente la iglesia de los Agustinos, que hoy forma parte del complejo. Aunque poco llamativa en el exterior, tiene un interior más ornado. En 1784, durante el reinado del emperador José II de Austria se eliminaron 18 altares laterales por las obras de restauración. Se añadió un nuevo altar lateral en 2004 dedicado al emperador Carlos I de Austria (1887–1922), beato de la Iglesia católica en proceso de canonización.

### Capillas
La capilla de Loreto, a la derecha del altar mayor, alberga las urnas de plata que contienen los corazones de los gobernantes de la casa de Habsburgo, mientras que los cuerpos están depositados en la Cripta Imperial. La Herzgruft (literalmente, «cripta de los corazones»), situada tras la capilla de Loreto, contiene los corazones de 54 miembros de la familia imperial.

### Cenotafio de María Cristina
Uno de los monumentos más notables de la iglesia es el cenotafio dedicado a la memoria de la archiduquesa María Cristina de Austria, obra de Antonio Canova (1805).

## Música sacra
El compositor Franz Schubert dirigió aquí su Misa en Fa mayor, y Anton Bruckner escribió su Misa en Fa menor para esta iglesia, y aquí fue donde se estrenó. En la actualidad, la iglesia es conocida por celebrar excelentes conciertos de música sacra, sobre todo en su misa dominical con orquesta y coro. La iglesia cuenta con dos órganos.

## Galería fotográfica

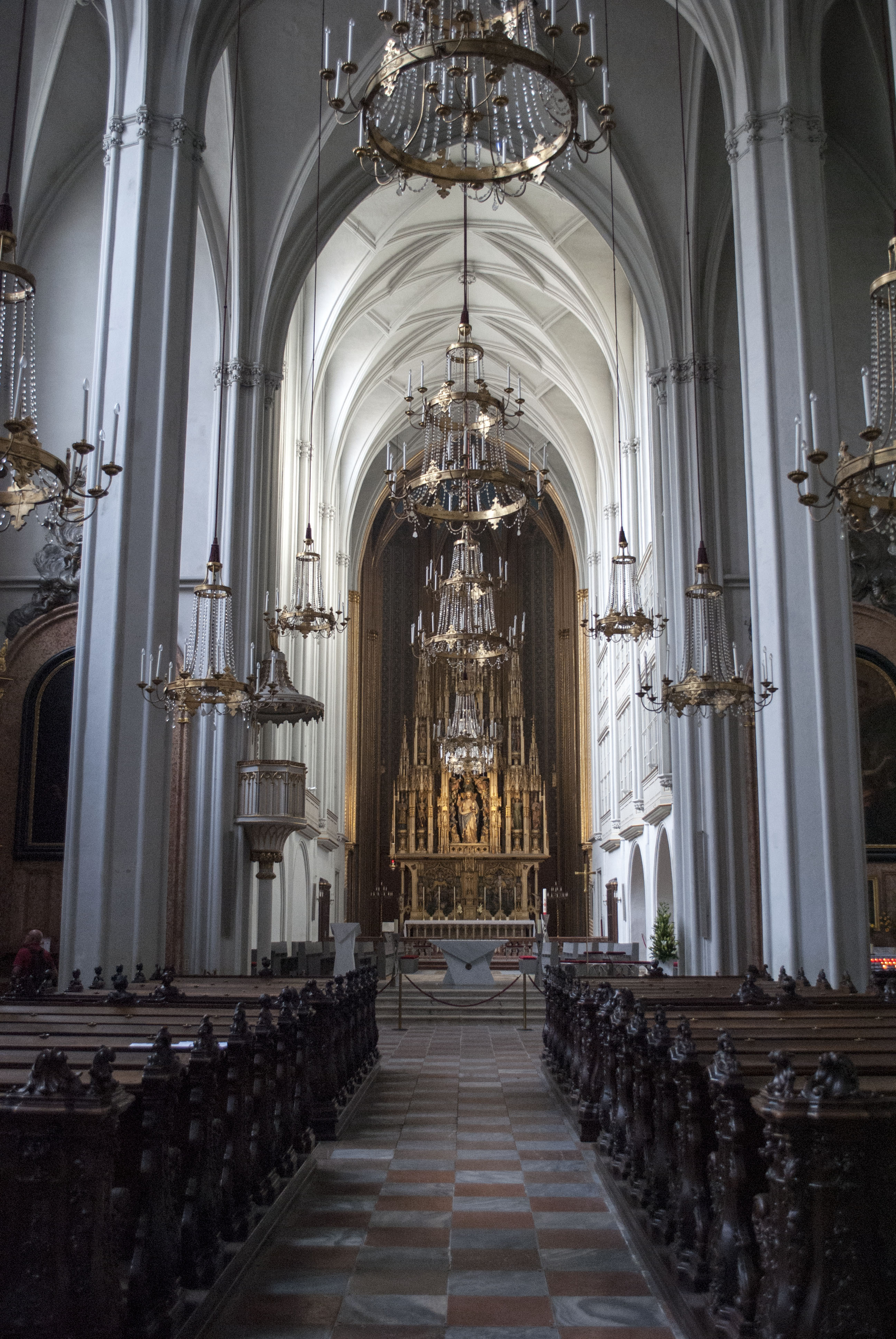
Interior.
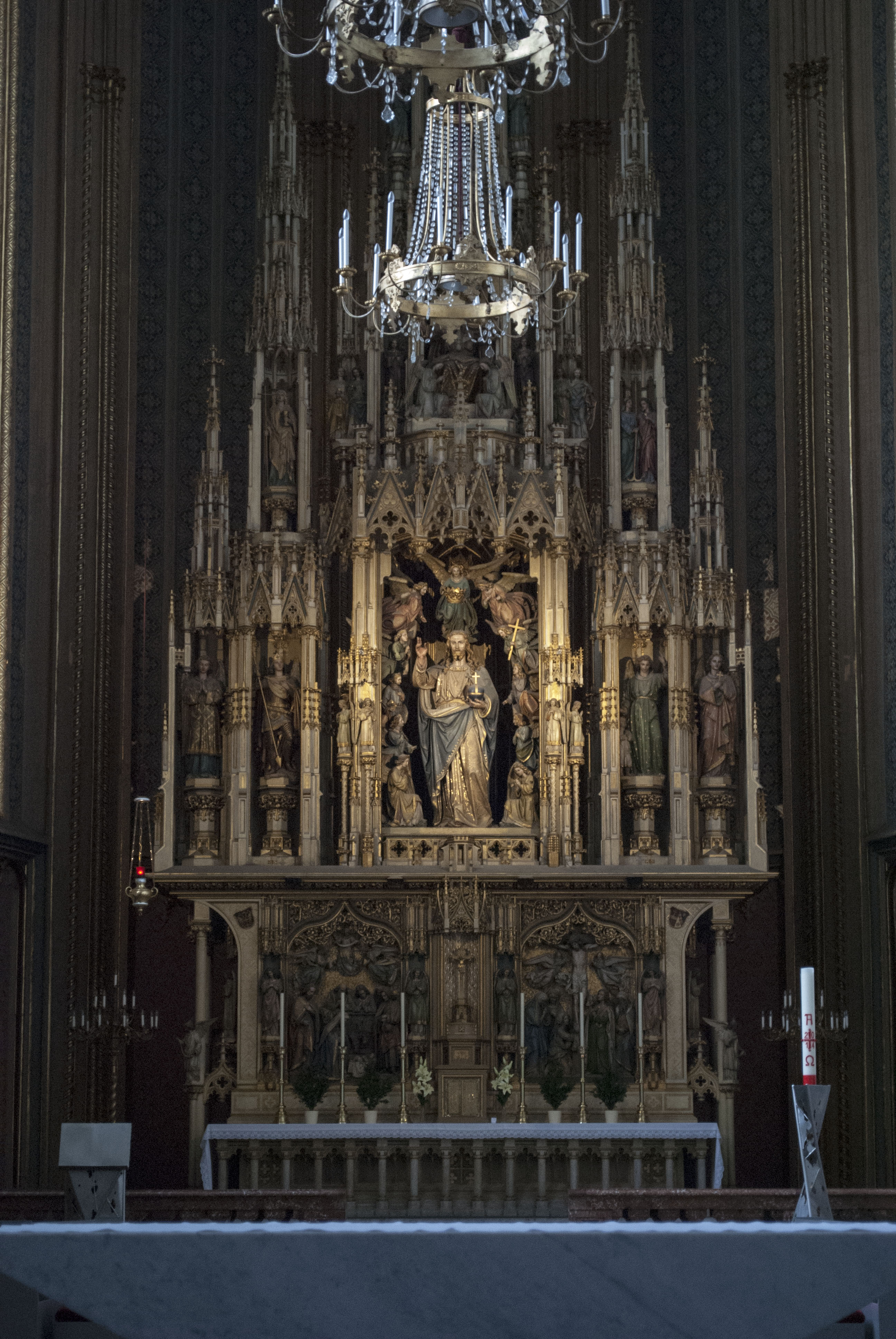
Altar.
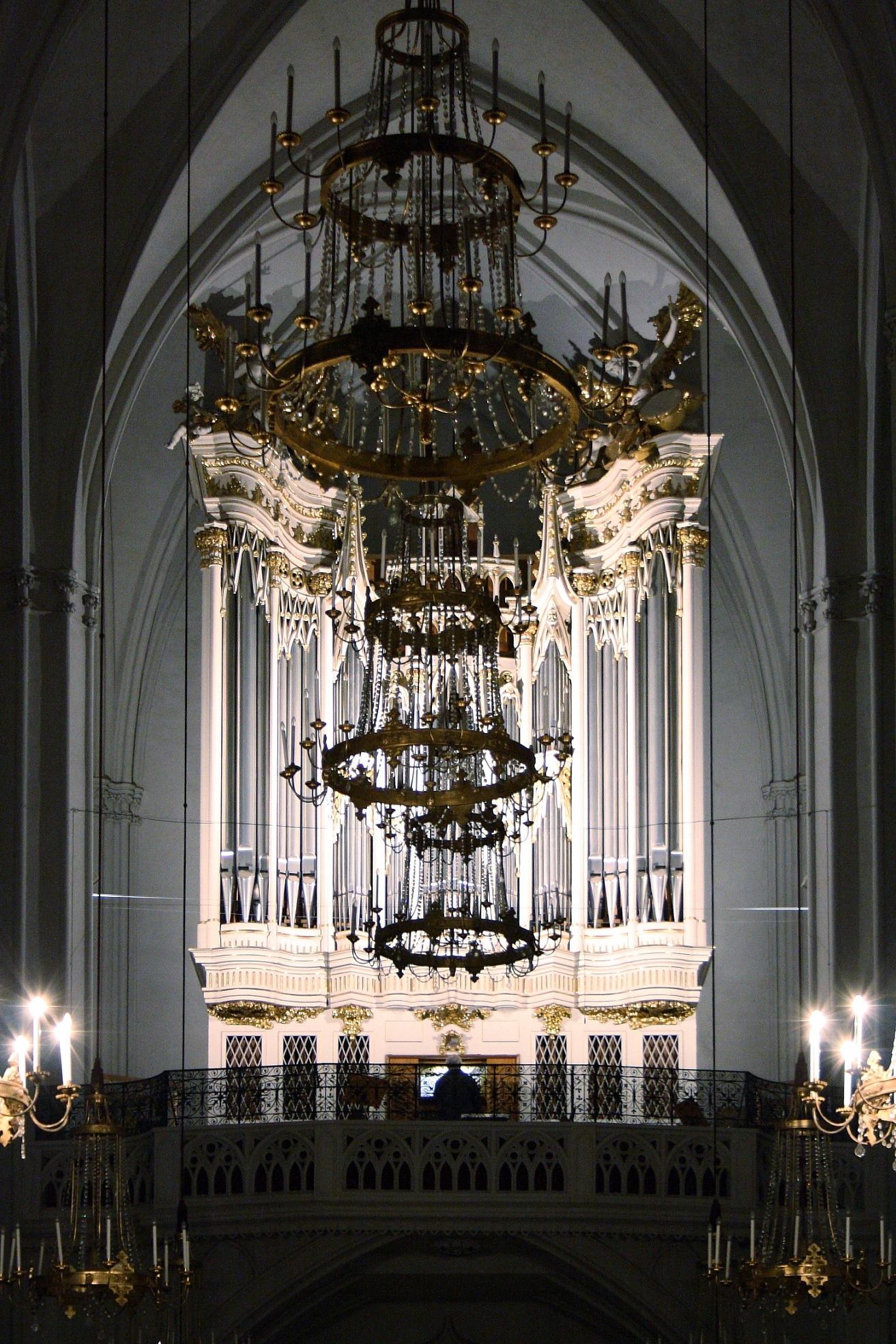
Órgano de Rieger.
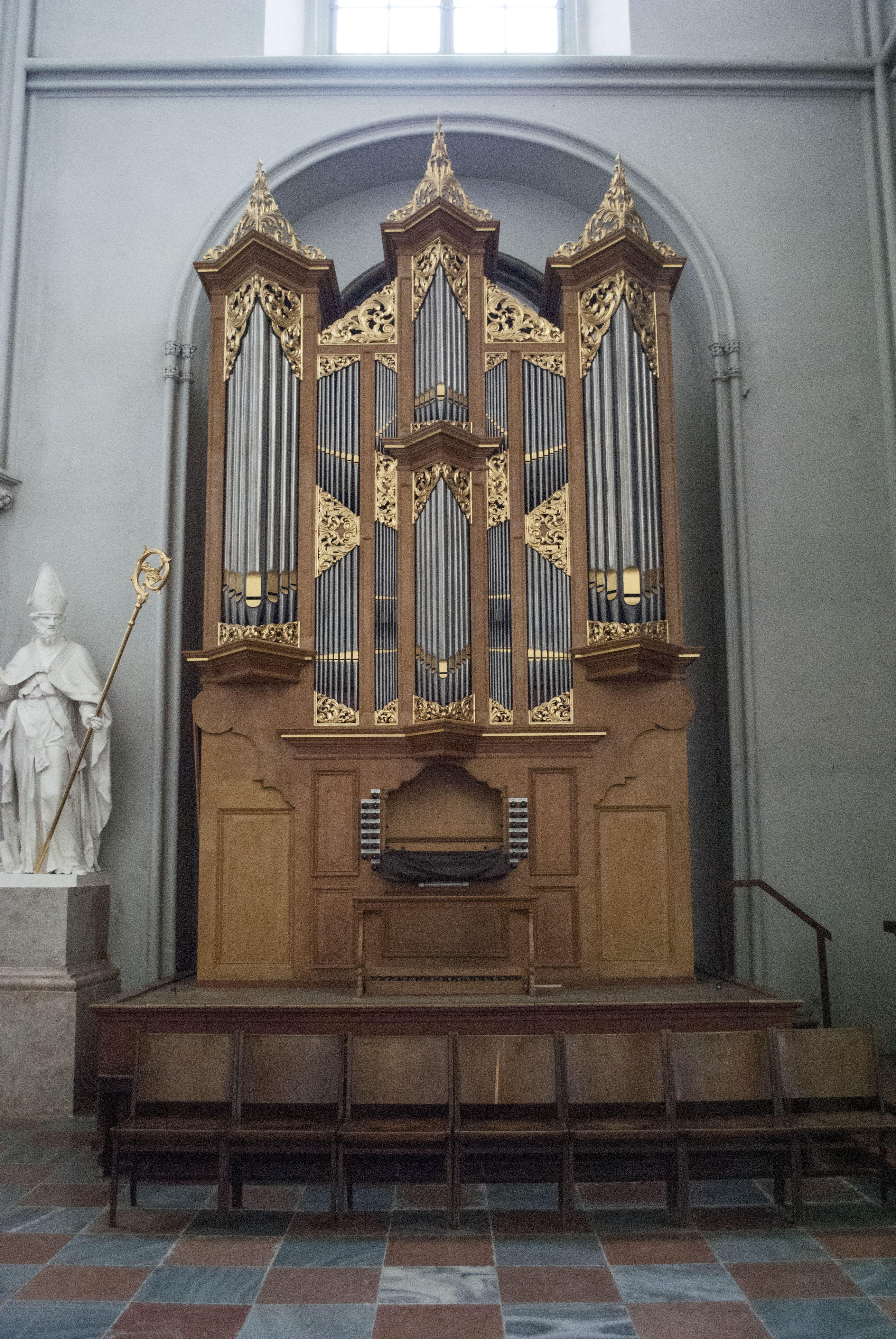
Órgano de Bach.
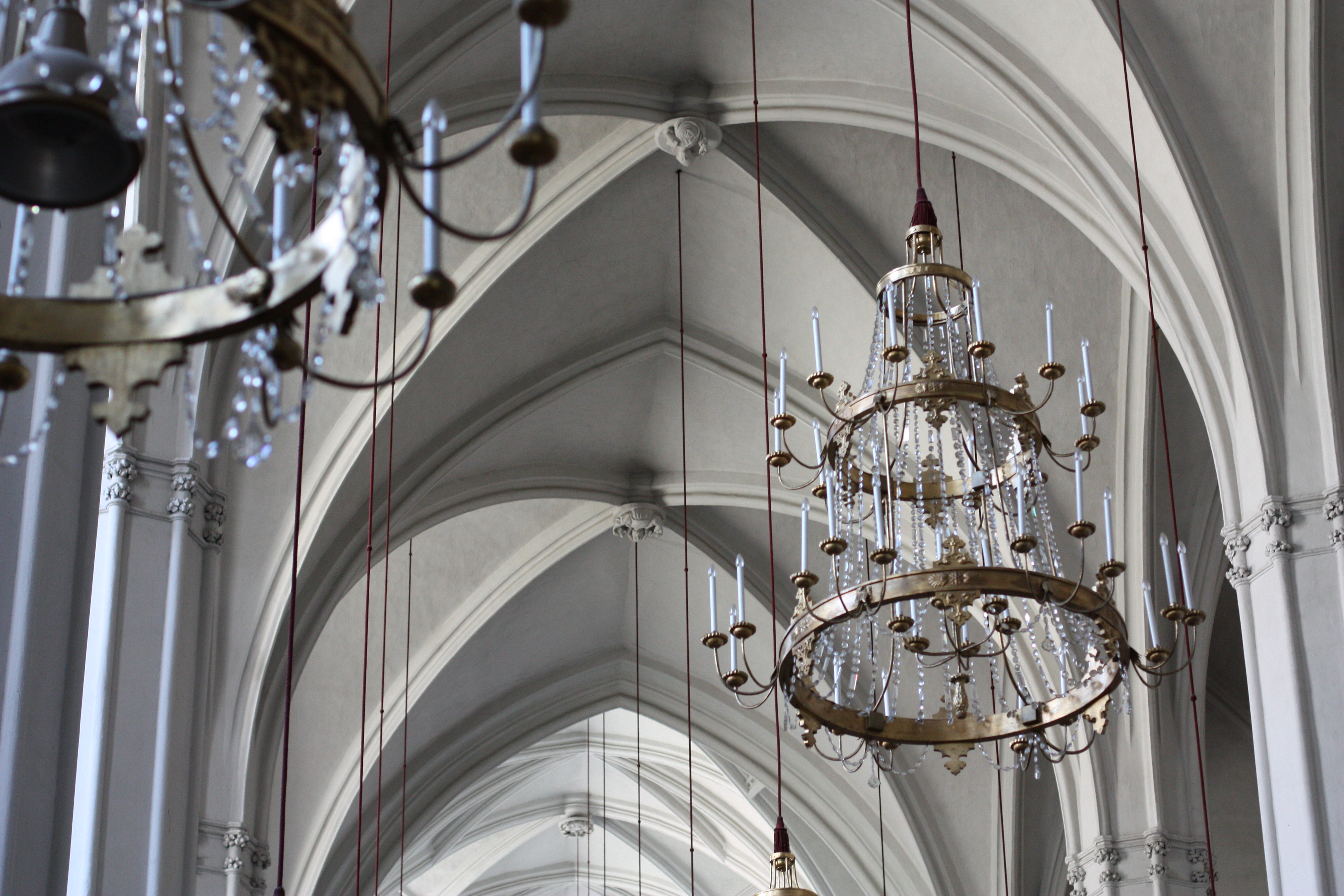
Lámparas.
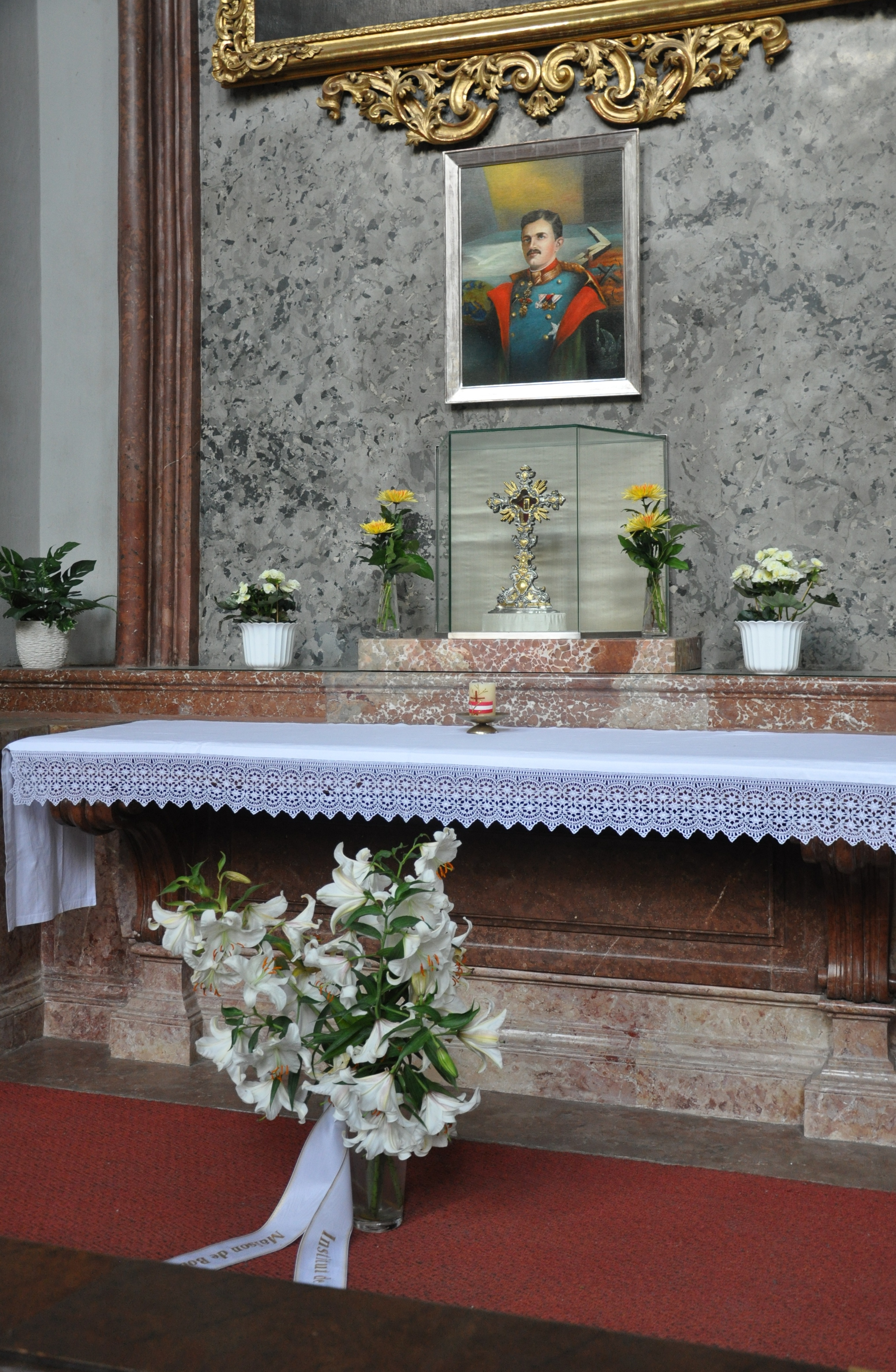
Altar lateral con un cuadro del emperador Carlos I.

### Cenotafio de la archiduquesa María Cristina

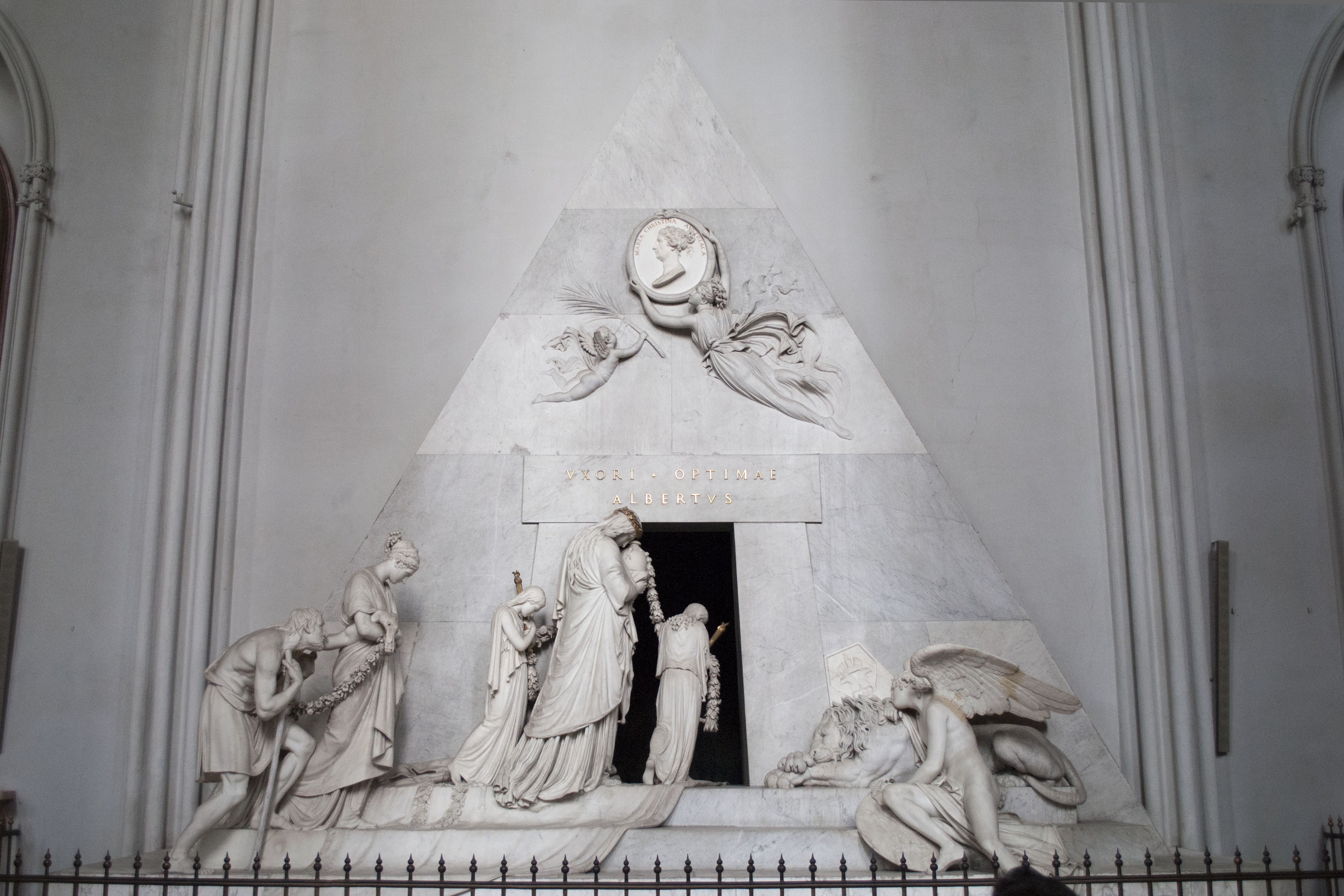
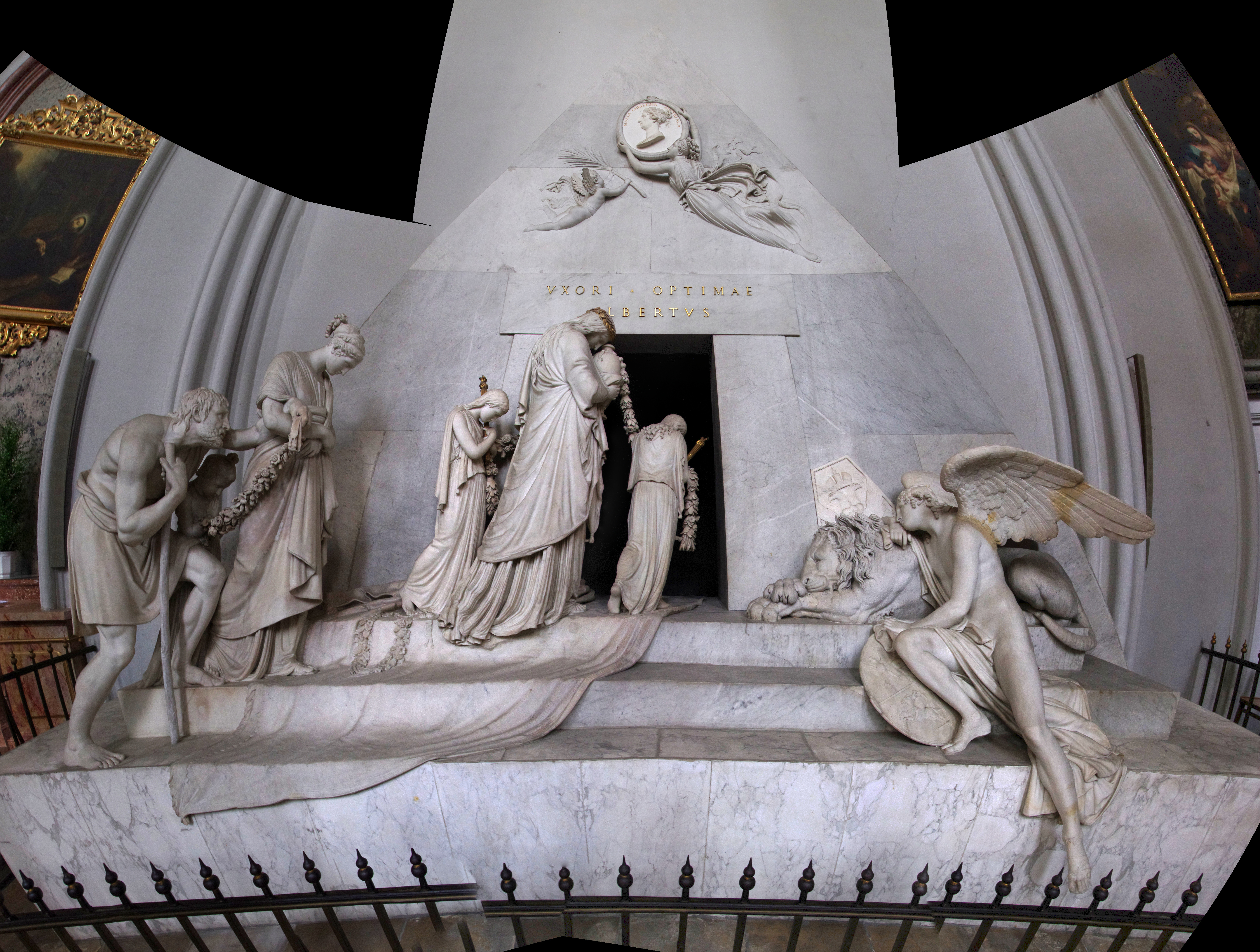
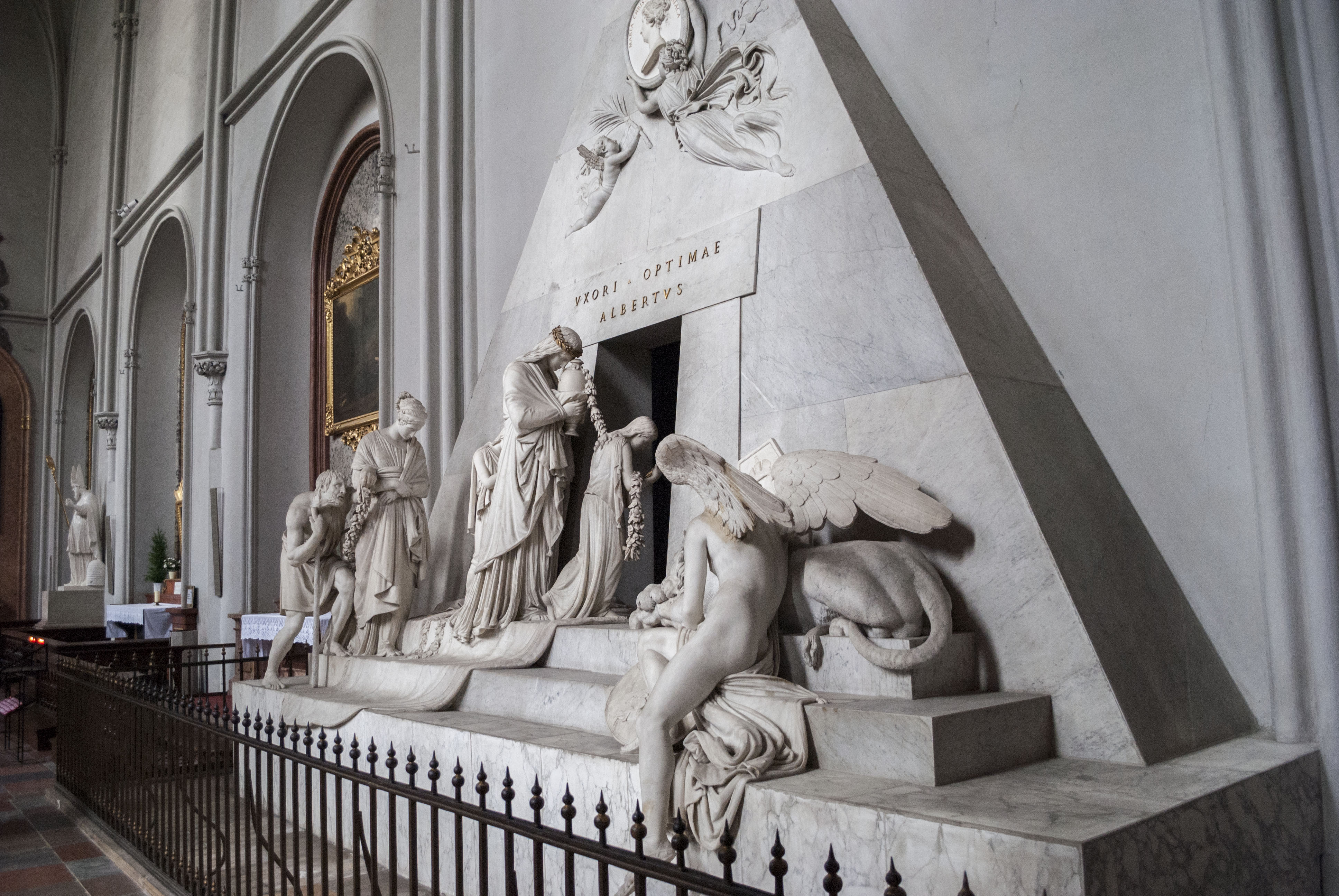
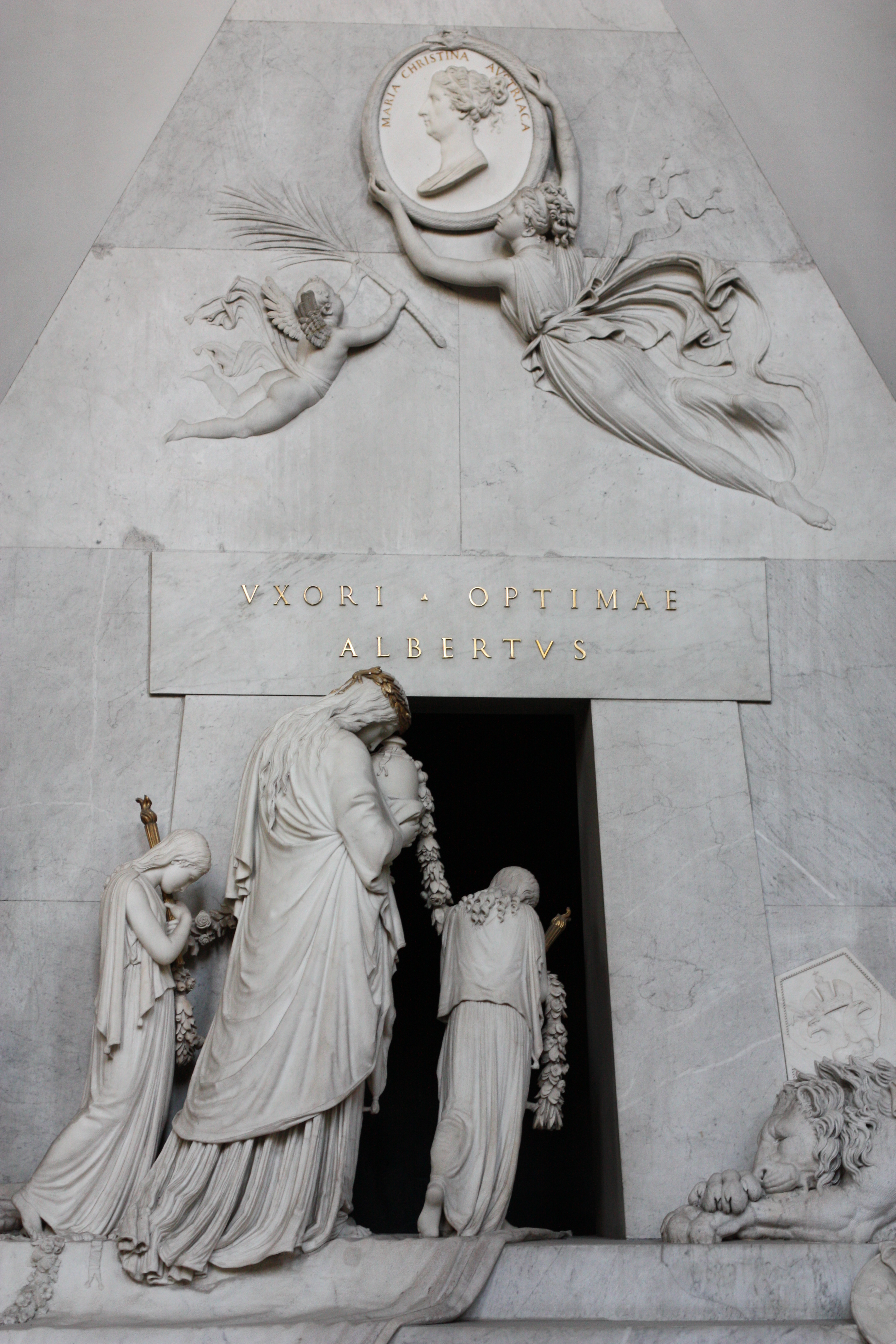
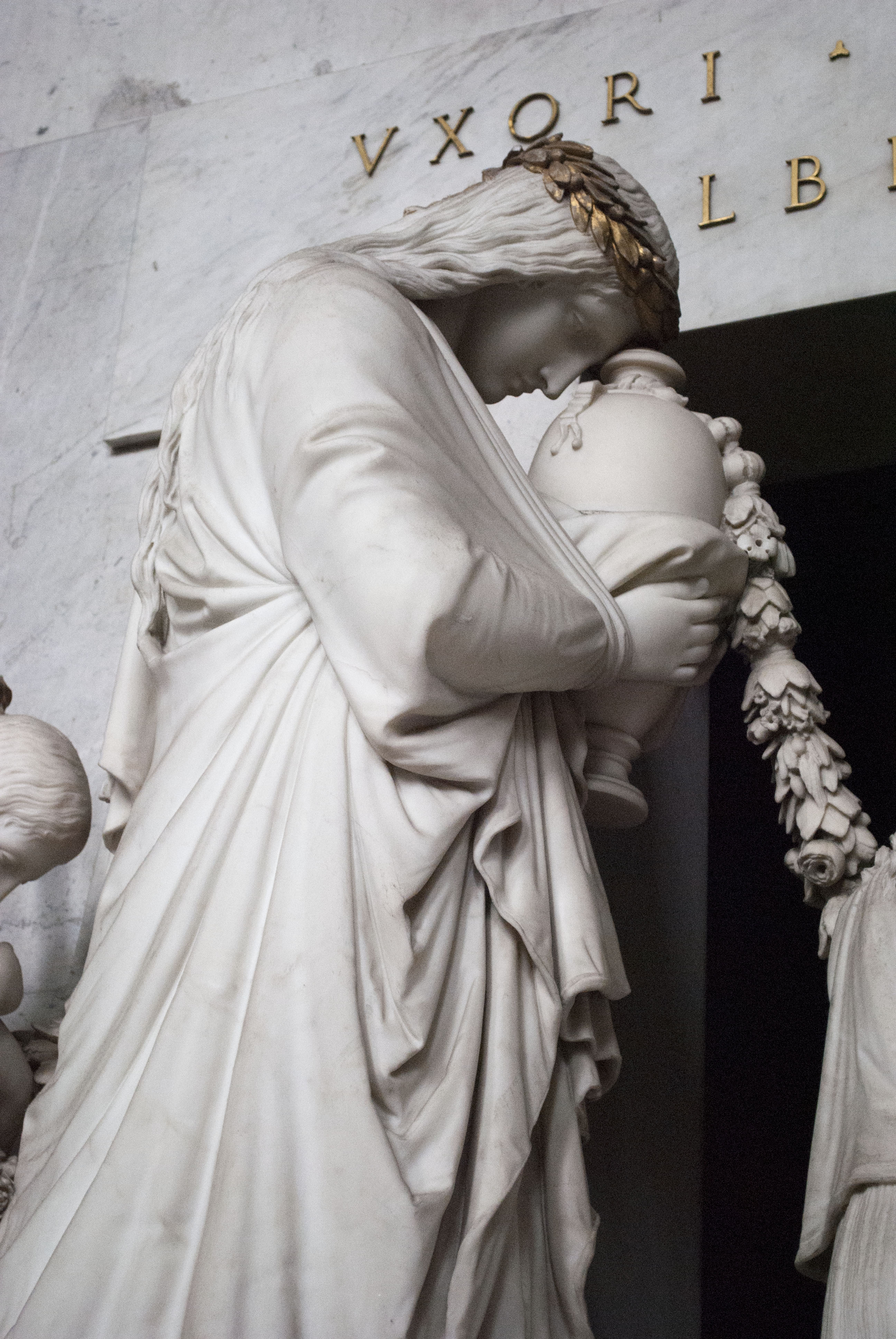
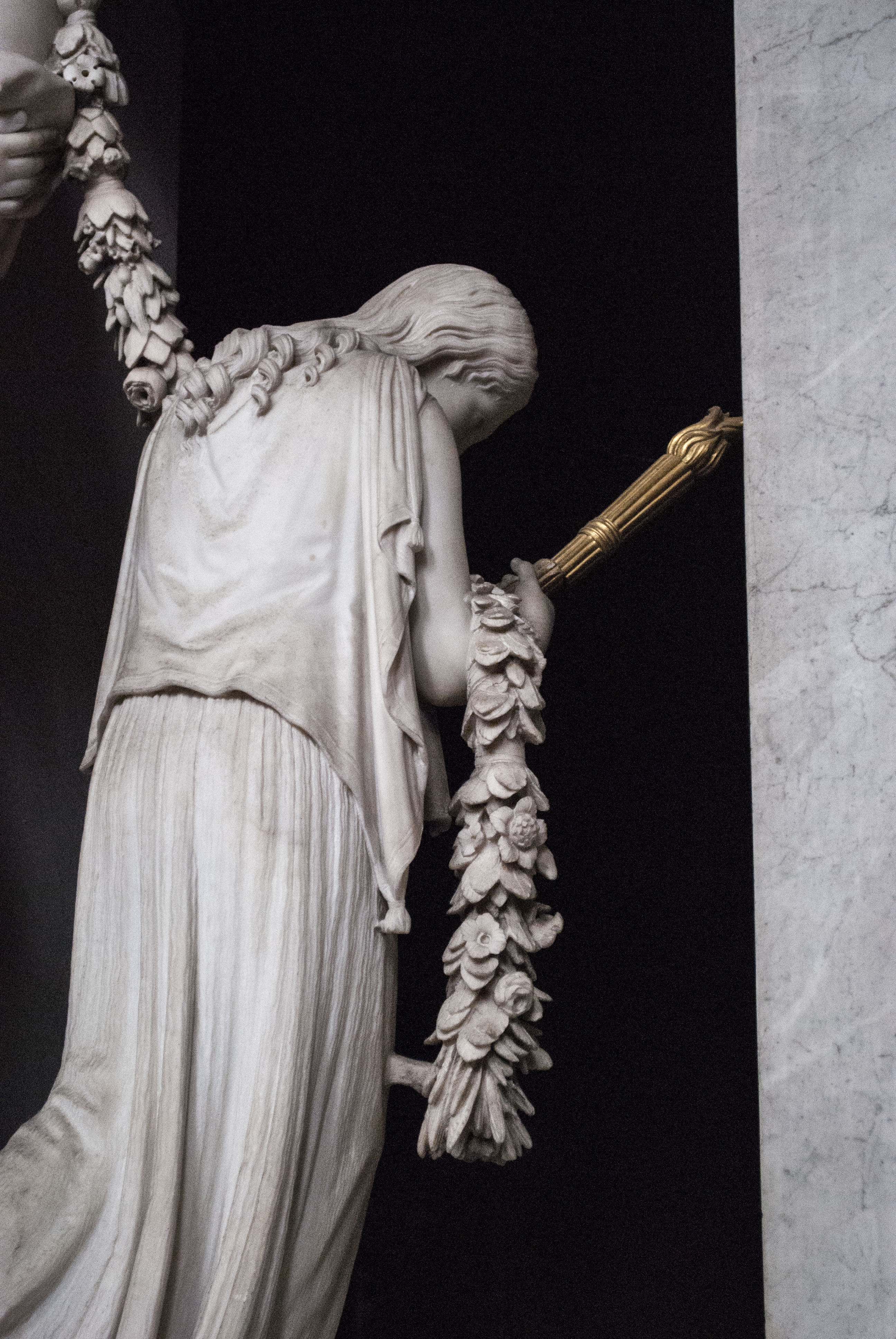
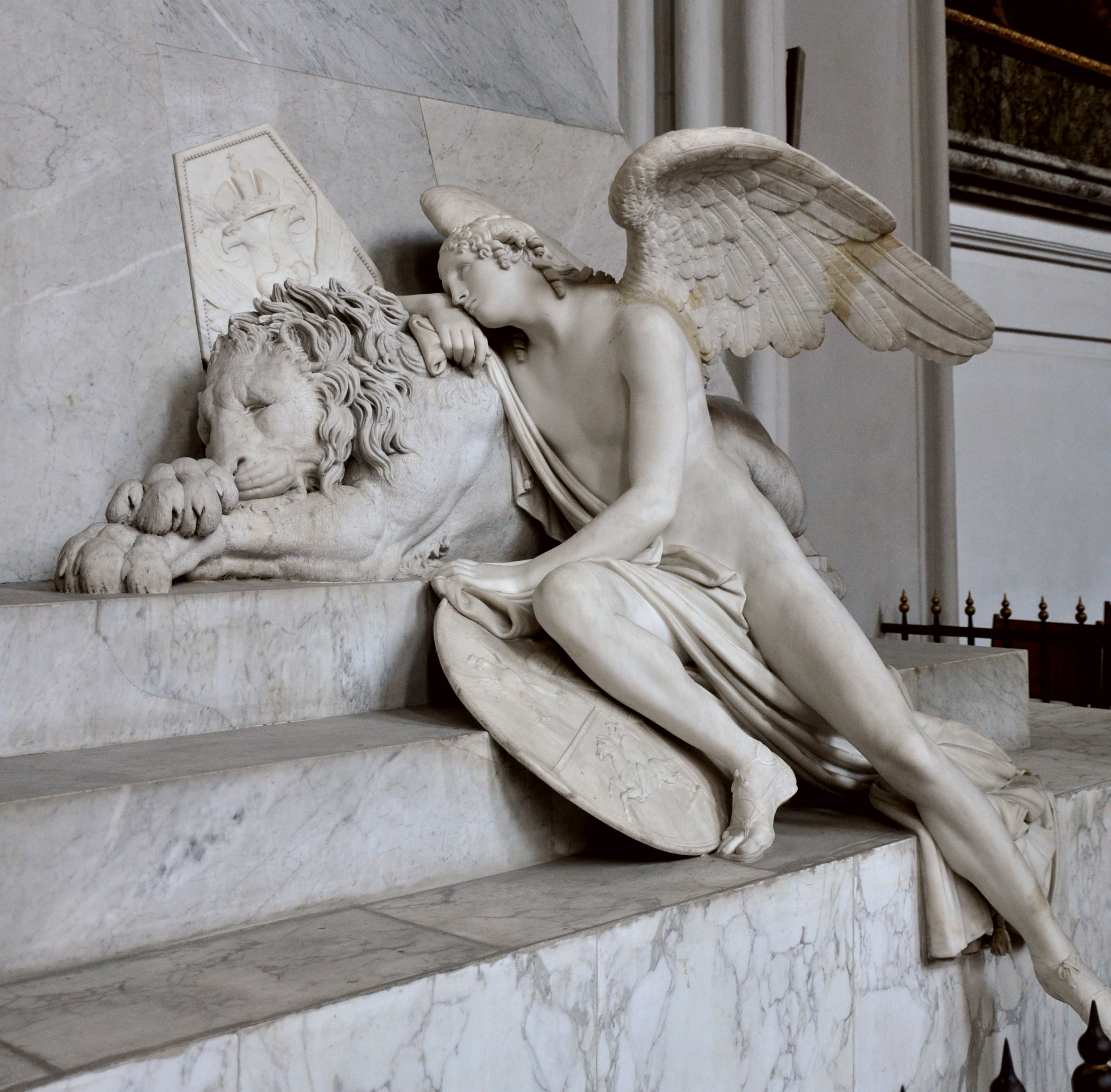